# 미나미테시마촌
미나미테시마촌(일본어: 南豊島村)은 일본 오사카부 데시마군·도요노군에 설치되었던 촌이다. 현재의 도요나카시 남서부에 해당한다.